# 沙斯泰勒阿尔诺
沙斯泰勒阿尔诺（法語：Chastel-Arnaud，法語發音：[ʃastɛl aʁno]）是法国德龙省的一个市镇，属于迪镇区。

## 地理
沙斯泰勒阿尔诺（44°39'46"N, 5°12'46"E）面积12.65 平方千米，位于法国奥弗涅-罗讷-阿尔卑斯大区德龙省，该省份为法国东南部内陆省份，北起顺时针与伊泽尔省、上阿尔卑斯省、上普罗旺斯阿尔卑斯省、沃克吕兹省和阿尔代什省接壤。
与沙斯泰勒阿尔诺接壤的市镇（或旧市镇、城区）包括：拉绍迪耶尔、埃斯珀内勒、迪瓦地区圣伯努瓦、迪瓦地区圣索沃尔、苏村、萨扬。

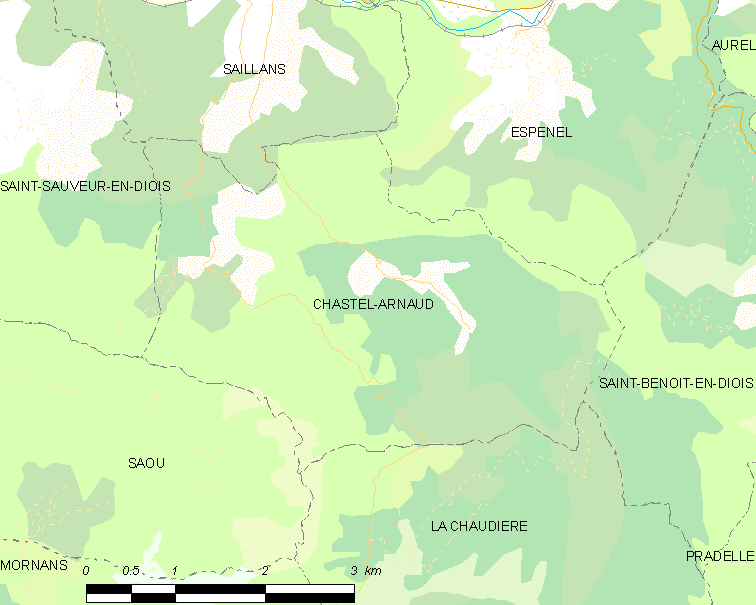
沙斯泰勒阿尔诺的OSM定位图

沙斯泰勒阿尔诺的时区为UTC+01:00、UTC+02:00（夏令时）。

## 行政
沙斯泰勒阿尔诺的邮政编码为26340，INSEE市镇编码为26080。

## 政治
沙斯泰勒阿尔诺所属的省级选区为迪瓦县。

## 人口

1962-2008年间沙斯泰勒阿尔诺人口变化图示

沙斯泰勒阿尔诺于2022年1月1日时的人口数量为48人。